# Kang Su-Hang
Kang Su-Hang este unul dintre cei mai mari pictori din istoria Dinastiei Joseon, membru al Școlii Hwawon , fiind de asemenea și singurul care a primit din partea regelui titlul de "Mare Pictor". El a trăit în timpul domniei Regelui Jeongjo și a pictat la porunca acestuia portretul prințului moștenitor Sado, tatăl regelui, ucis în urma unor conspirații politice. Inteligența lui Kang se va dovedi atunci când, pentru a păstra secretă misiunea primită de la rege, va ascunde lucrarea în interiorul altor cinci portrete, ai membrilor celor "Cinci Bambuși" (oameni importanți de la Curtea Regală). Kang Su-Hang va fi ucis, însă, înainte ca portretul principal să ajungă la Regele Jeongjo, iar elevul său, Danwon, ( Kim Hong-do ), va descoperi criminalii morții sale la zece ani după incident, ducând la bun sfârșit și lucrarea ce a adus moartea maestrului său.
{{necategorizate|date=noiembrie Bibliografie: New drama on Joseon's legendary painters Arhivat în 7 iunie 2011, la Wayback Machine. from official Korea site, 2008-11-13. Retrieved 2010-07-07.
Categorie: istorie asiatică